# Nouhoulme
Nouhoulme est une petite ville du Togo située dans la Préfecture de Bassar, dans la région de la Kara

## Géographie
Nouhoulme est situé à environ 53 km de Kara.

## Vie économique
- Menuiserie artisanale

## Lieux publics
- École primaire
- Dispensaire